# Gmina Secemin
Secemin ist ein Dorf sowie Sitz der gleichnamigen Landgemeinde im Powiat Włoszczowski der Woiwodschaft Heiligkreuz in Polen. Die Gemeinde hatte am 31. Dezember 2010 eine Einwohnerzahl von 5096.

## Gemeinde
Zur Landgemeinde (gmina wiejska) Secemin gehören folgende Ortsteile mit einem Schulzenamt:
Bichniów
Brzozowa
Celiny
Czaryż
Daleszec
Dąbie
Gabrielów
Gródek
Kluczyce
Krzepice
Krzepin
Kuczków
Lipiny
Maleniec
Marchocice
Międzylesie
Miny
Osiny
Papiernia
Pniaki
Psary
Psary-Kolonia
Ropocice
Secemin
Wałkonowy Dolne
Wałkonowy Górne
Wincentów
Wola Czaryska
Wola Kuczkowska
Wolica
Zakrzów
Zwlecza
Żelisławice
Żelisławiczki
Weitere Ortschaften der Gemeinde sind Borowe, Pod Bujakiem, Marianów und Smugi.

## Geschichte
Zur Zeit des Königreichs Polen war die Gemeinde Teil des Kreises Włoszczowa im Gouvernement Kielce.  Am 1. Januar / 13. Januar 1870 wurde das seiner Stadtrechte beraubte Secemin in die Gemeinde eingemeindet.
Die Gemeinde war in den Jahren 1975–1998 administrativ der Woiwodschaft Częstochowa zugeordnet.

## Flächenstruktur
Laut Daten aus dem Jahr 2010 hat die Gemeinde Secemin eine Fläche von 163 km², davon:
- Ackerland: 50 %
- Waldgebiete: 40 %

Die Gemeinde macht 18,11 % der Fläche des Landkreises aus.

## Demografie

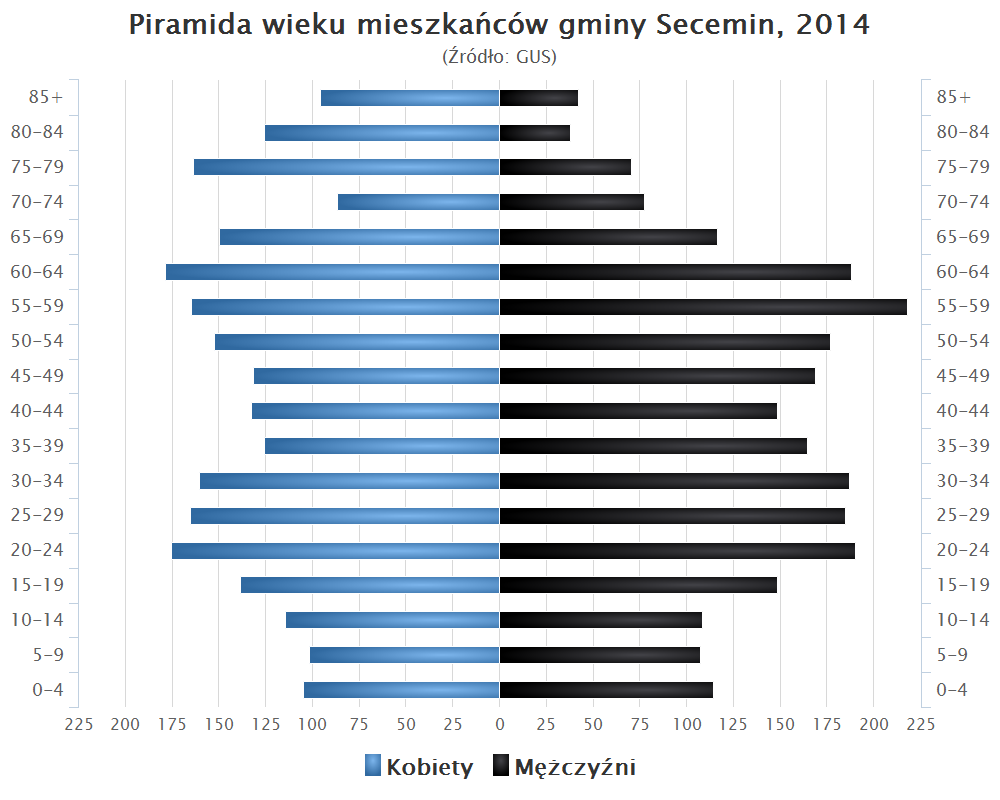
Alterspyramide der Einwohner der Gemeinde Secemin, 2014.

| Beschreibung                   | Insgesamt | Frauen   | Männer   |
| ------------------------------ | --------- | -------- | -------- |
| Einheit                        | Personen  | Personen | Personen |
| Bevölkerung                    | 4881      | 2499     | 2482     |
| Bevölkerungsdichte (Einw./km²) | 31,3      | 16,0     | 15,3     |

## Verkehr
In der Ortschaft Żelisławice befindet sich ein Bahnhof an der Bahnstrecke Kielce–Fosowskie. Früher gab es im Ortsteil Wola Kuczkowska einen gleichnamigen Haltepunkt an der Bahnstrecke Kozłów–Koniecpol.

## Angrenzende Gemeinden
Koniecpol, Radków, Szczekociny, Włoszczowa